# Свети Илия (Виниче)
Вижте пояснителната страница за други значения на Свети Илия.
„Свети Илия“ (на македонска литературна норма: „Свети Илија“) е късновъзрожденска манастирска църква в църногорското село Виниче, Република Македония. Църквата е под управлението на Скопската епархия на Македонската православна църква – Охридска архиепископия.
Манастирът е изграден около 1900 година на една доминантна височинка в Долната махала на Виниче на мястото на старо оброчище „Свети Илия“, отбелязано с дялан каменен кръст. Осветена е от митрополит Неофит Скопски в 1910 - 1911 година. Тук са и селските гробища, които преди били в Црешево. Манастирът е цялостно обновен в 2003 година от местното население.